# 港人自讲
《港人自讲》（英語：Speak Out Hong Kong）是凤凰卫视香港台开播后首个清谈节目，由卢觅雪主理，常任嘉宾有来自香港社会各行各业人士、两岸三地的名人明星，畅所欲言一番香港、两岸及全球大小事件。
魏綺珊是於2012年4月至2015年2月間繼盧覓雪之後中途加入的另一位主持；及後有多位新聞主播加入作主持。

## 名称由來
节目名称“港人自讲”为“港人治港”的粤语同音，充满特别意味，取名理念是寄望缔造一档真正由熟悉香港、热爱香港社会的各阶层人士，以谈话节目的方式揭示香港的各方面。

## 播放時間[1]
- 首播：星期一至五22:00-22:30
- 重播：次日00:30-01:00、05:00-05:30、09:00-09:30、11:30-12:00、16:30-17:00

## 主編
- 盧覓雪（任主持時）
- 蕭莉（任主持時）
- 黃合秀（主持）
- 楊一凡
- 高韻璇（前任）
- 胡一凡（前任）
- 潘楚源（前任）
- 呂文蕙（前任）
- 黃珊（前任，被裁）

## 外部連結
- 凤凰卫视：港人自讲官網 （页面存档备份，存于）

1. ↑  .   [2014-07-19]. （原始内容存档于2013-07-14）.